# Karucia
Karucia is een geslacht van weekdieren uit de klasse van de Gastropoda (slakken).

## Soort
- Karucia sublacustrina Glöer & Pešić, 2013